# Joel Robles
Joel Robles (født 17. Juni 1990 i Getafe, Spanien) er en spansk fodboldspiller (målmand), der spiller   For Al-Qadsiah FC.